# Оттамуа (Айова)
Отта́муа (англ. Ottumwa) — город и административный центр округа Уапелло в Айове в Соединённых Штатах Америки. 
Население города плавно растёт; оно составляло 25 529 человек по данным переписи населения США 2020 года, что заметно больше, чем число жителей в 2010 году (25 023).

## История
Название города происходит из доколумбовой эпохи от языка сок-фокс индейцев племени мескваки (фоксы), что буквально переводится как «бурлящие воды» подразумевая порог Аппануз на реке Де-Мойн.

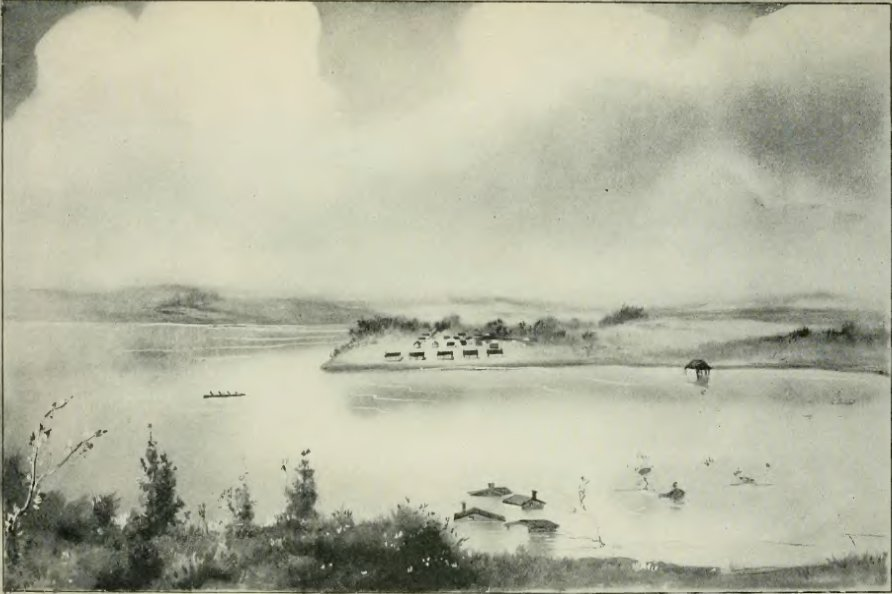
Новоднение в Айове (1851)

В мае 1843 года несколько европейских инвесторов основали Appanoose Rapids Company и застолбили 467 акров земли на нынешнем месте Оттамуа. Первая официальная хижина колонистов была построена в мае 1843 года после того, как территория была открыта для заселения. Первоначальная плантация называлась Louis Ville. В 1844 году город был назван административным центром округа Уапелло.
В августе 1851 года Оттамуа, как и многие другие соседние прибрежные поселения округа, серьёзно пострадал во время сильного наводнения.

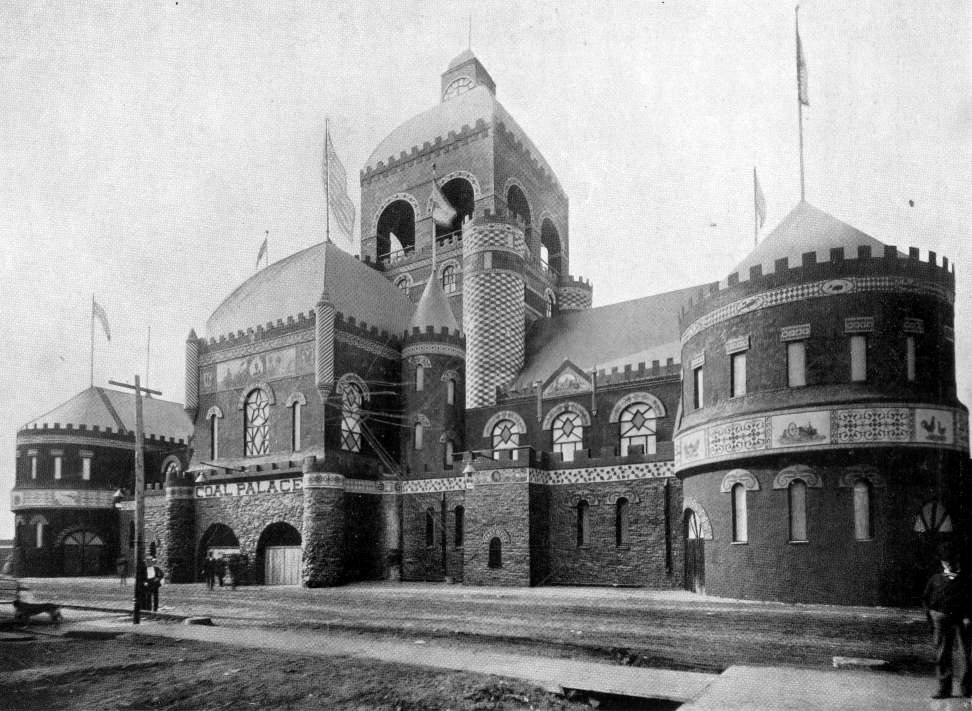
Угольный дворец (Оттамуа)

Во второй половине XIX века город стал важным центром угледобычи. В 1857 году каменный уголь добывался на отмели Маккриди, участке вдоль Медвежьего ручья в четырех милях к западу от Оттамуа. В 1868 году предприниматели Браун и Годфри открыли штрек в четырёх милях к северо-западу от города и к 1872 году наняли около 300 человек, имея годовой объём добычи в 77 000 тонн. В 1880 году Phillips Coal and Mining Company открыла шахту в двух милях к северо-западу от города. В последующие годы они открыли ещё пять шахт к северу от Оттамуа. Глубина шахты Филлипса № 5 составляла 140 футов (43 метра), с паровым подъемником мощностью 375 лошадиных сил. К 1889 году в отчёте государственного инспектора шахт было указано 15 шахтных стволов в Оттамуа. В 1914 году Phillips Fuel Company добыла более 100 000 тонн угля, войдя в число 24 крупнейших производителей угля в штате. Добыча угля была настолько важна для местной экономики, что с 1890 по 1892 год в Оттамуа был возведен Угольный дворец в качестве выставочного центра.

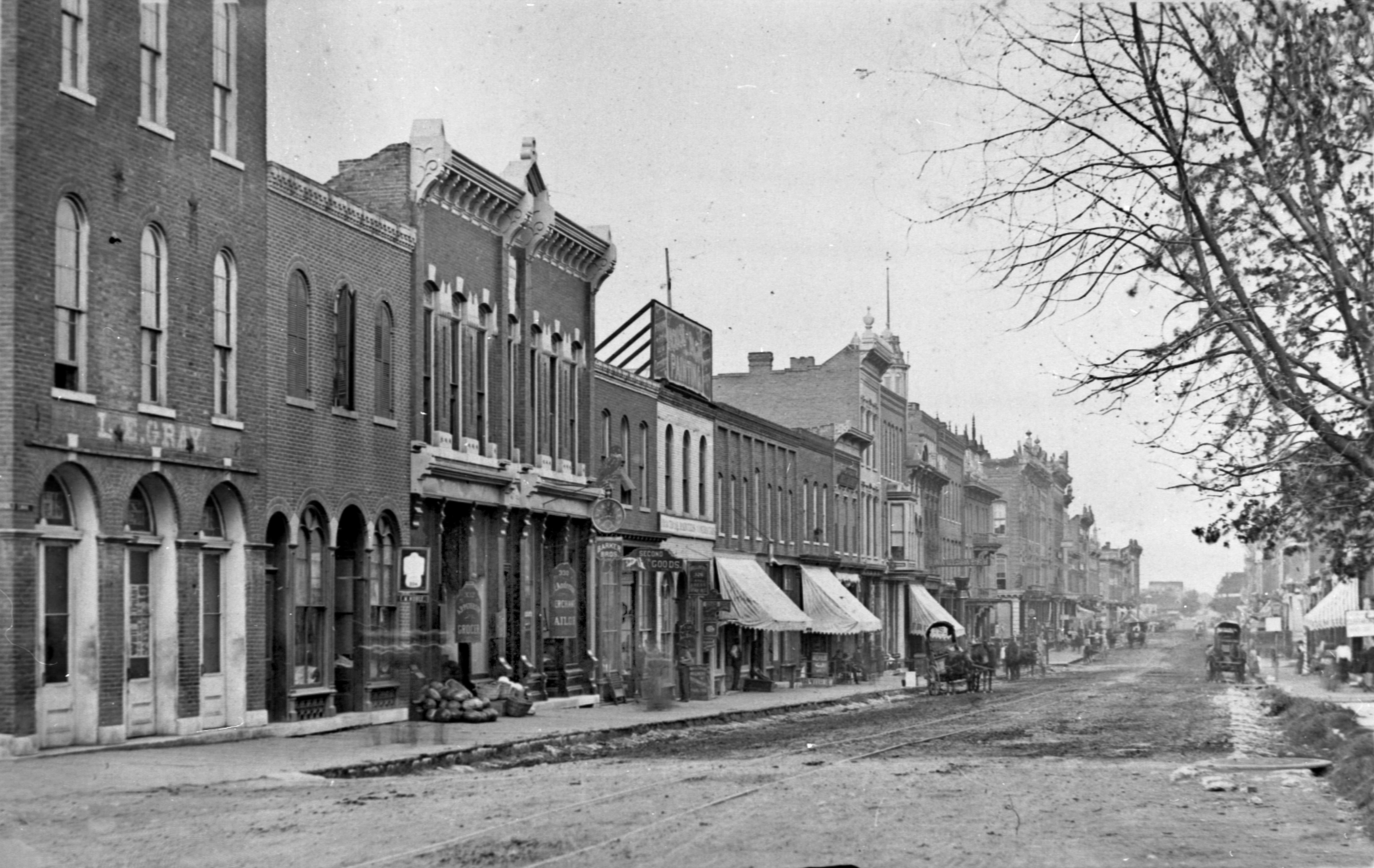
Восточный квартал 300 Мейн-стрит в Оттамуа (1900 год)

Заметную роль в становлении города сыграла John Morrell & Company (ныне известная как Smithfield Foods); почти на протяжении века (с 1877 по 1973 год) её мясокомбинаты давали горожанам множество рабочих мест.
Когда в сентябре 1859 года до Оттамуа дошла железная дорога Burlington and Missouri River Railroad, она прошла параллельно руслу реки Де-Мойн. Наличие железнодорожных перевозок способствовало как коммерческому, так и промышленному расширению вдоль оси с северо-запада на юго-восток. Сначала доступ к южному берегу реки осуществлялся на пароме от подножия Грин-стрит, но уже к 1875 году этот паром был заменен мостом. В течение первых тридцати лет к городу было сделано несколько пристроек, и все они располагались на северной стороне реки. Поскольку развитие (почти исключительно жилое) поднималось по склонам холмов (люди еще не успели забыть коварство реки), улицы были проложены по сторонам света, а не параллельно реке. Хотя на южной стороне реки и велось некоторое развитие, Южная Оттамува не была включена в городские границы вплоть до 1880-х годов.
В 1878 году город был награждён премией «All-America City Award» (с англ. — «Всеамериканский город») присуждаемой Национальной гражданской лигой, которую неофициально называют «Нобелевской премией за конструктивное гражданство» и которая выдается за активную гражданскую позицию жителей некорпоративных сообществ Соединённых Штатов в жизни местного самоуправления. 
Хотя население Оттамуа едва превышает 25 тысяч человек, город неоднократно посещали президенты США: Бенджамин Гаррисон (1890), Теодор Рузвельт (1903), Гарри Трумэн (1950), Ричард Никсон (1971) и Барак Обама (2010).

## География

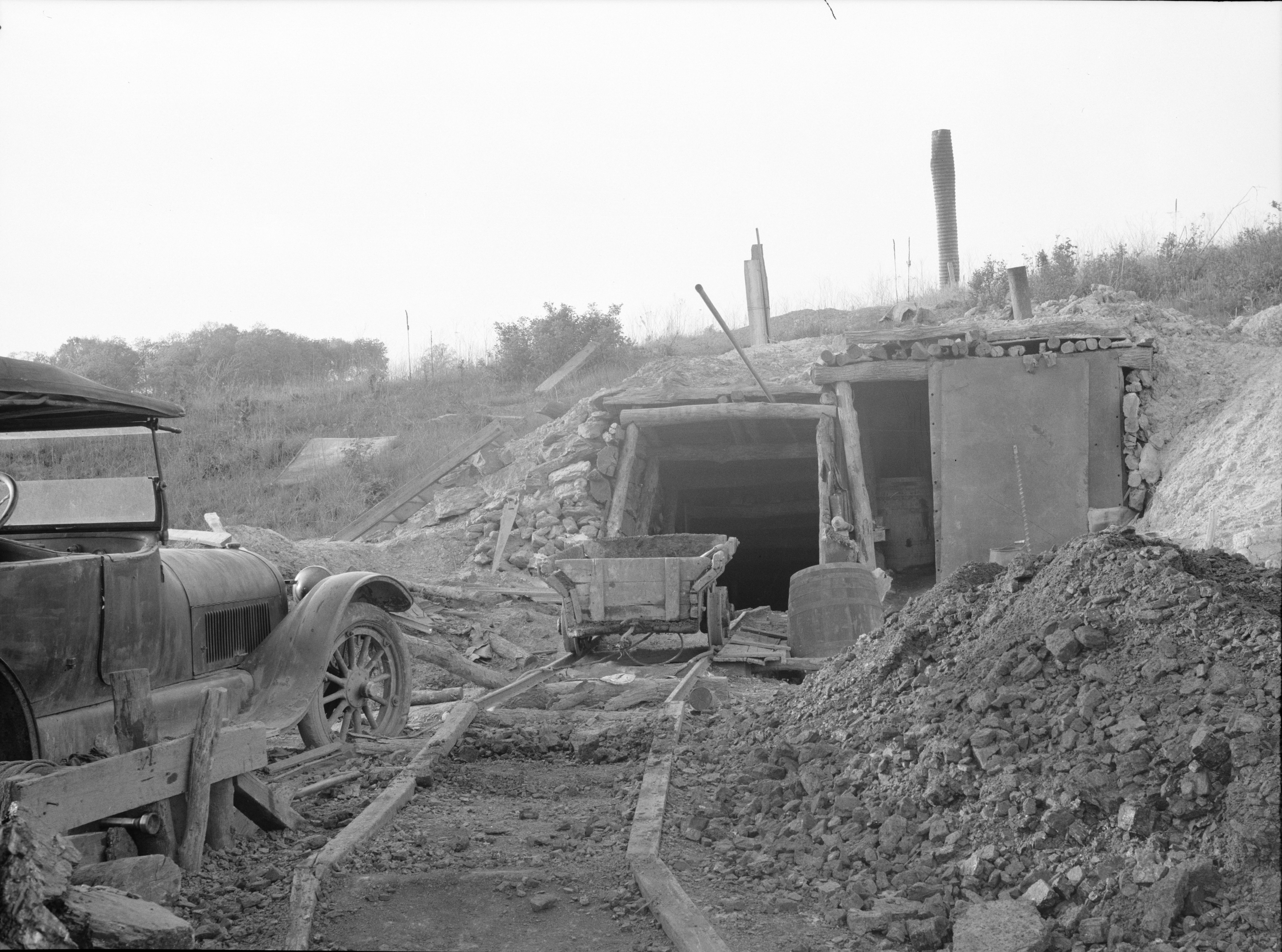
Угольная шахта близ Оттамуа (1936)

Расположенный в юго-восточной части американского штата Айова, город разделён на северную и южную половины рекой Де-Мойн.
По данным Бюро переписи населения США, общая площадь города составляет 16,53 квадратных миль (42,81 км2), из которых 15,86 квадратных миль (41,08 км2) — это суша и 0,67 квадратных миль (1,74 км2) — вода.
Северо-восточный округ Вапелло содержит крупные месторождения каменного угля, а также в регионе есть крупные месторождения глины, которые сыграли важную роль в промышленном развитии Оттамуа.

## Климат
Согласно системе классификации климата Кёппена, в Оттамуа жаркий летний влажный континентальный климат, сокращённо обозначаемый «Dfa» на климатических картах.